# Leander (videogioco)
Leander è un videogioco a piattaforme in stile fantasy, sviluppato da Traveller's Tales e pubblicato da Psygnosis per Amiga, Atari ST e Sega Mega Drive. Si impersona un principe, Leander appunto, incaricato di distruggere il perfido Thanatos e riportare la pace nel regno. Si ha a disposizione una spada e delle bombe esplosive di potenza incrementabili. Fu un successo per via delle musiche d'atmosfera, la grafica e la giocabilità.

## Modalità di gioco
L'azione si svolge in 3 mondi di 7 livelli ciascuno. All'inizio di ogni livello viene illustrata la missione, in genere si deve trovare un manufatto e con esso dirigersi verso il portale d'uscita. Durante il gioco si può incontrare un negozio, dove si possono comprare armi, energia e altre cose utili.

## Curiosità
- Durante il terzo livello ci si imbatte in personaggi dei videogiochi Psygnosis, come Lemmings, The Killing Game Show e Ork;
- Nella sequenza finale appare un testo in cui si legge di una improbabile uscita di Leander parte 2 chiamato Tigrander mai rilasciato.
- La versione per Megadrive venne chiamata The Legend of Galahad o semplicemente Galahad e venne modificata in diverse parti.